# Landolinsgasse 8/1 (Esslingen)

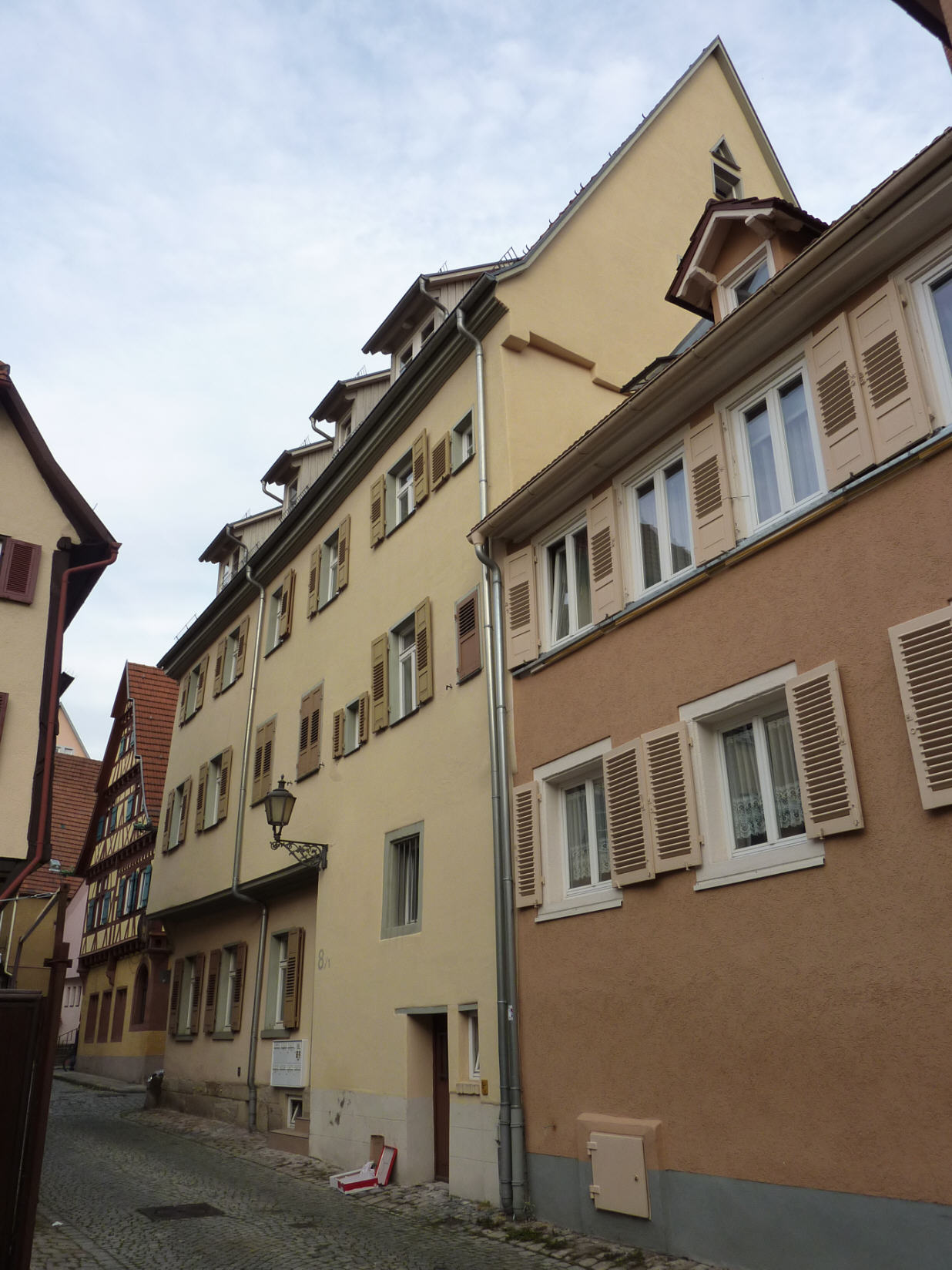
Landolinsgasse 8/1

Das Haus Landolinsgasse 8/1 ist ein verputzter Fachwerkbau aus dem Spätmittelalter.

## Geschichte
Das Haus an der Ecke zur Heugasse wurde um 1360 errichtet und erhielt im 17. Jahrhundert einen neuen, mehrfach auskragenden Giebel. Im 19. Jahrhundert wurden Veränderungen vorgenommen, von denen noch wandfeste Elemente wie Kehlungsstuck und Wandtäfer der Innenausstattung zeugen.
Das Haus besteht aus zwei verschiedenen Bauteilen: Sein Nordteil ist ein Fachwerkbau mit selbstständig abgezimmertem Unterbau. Der zweigeschossige Aufbau in Ständerbauweise kragt vor; im ersten Stock sind Reste einer Bohlenstube erhalten geblieben. 
Der Südteil des Hauses besitzt dagegen ein gemauertes Erdgeschoss, auf das ebenfalls zwei Geschosse in Ständerbauweise aufgesetzt wurden. Der massiv gemauerte Teil umfasste ursprünglich Hallen, die das Erdgeschoss und das erste Obergeschoss einnahmen. Möglicherweise handelte es sich dabei um einen Lagerraum.

## Einstige Besitzer

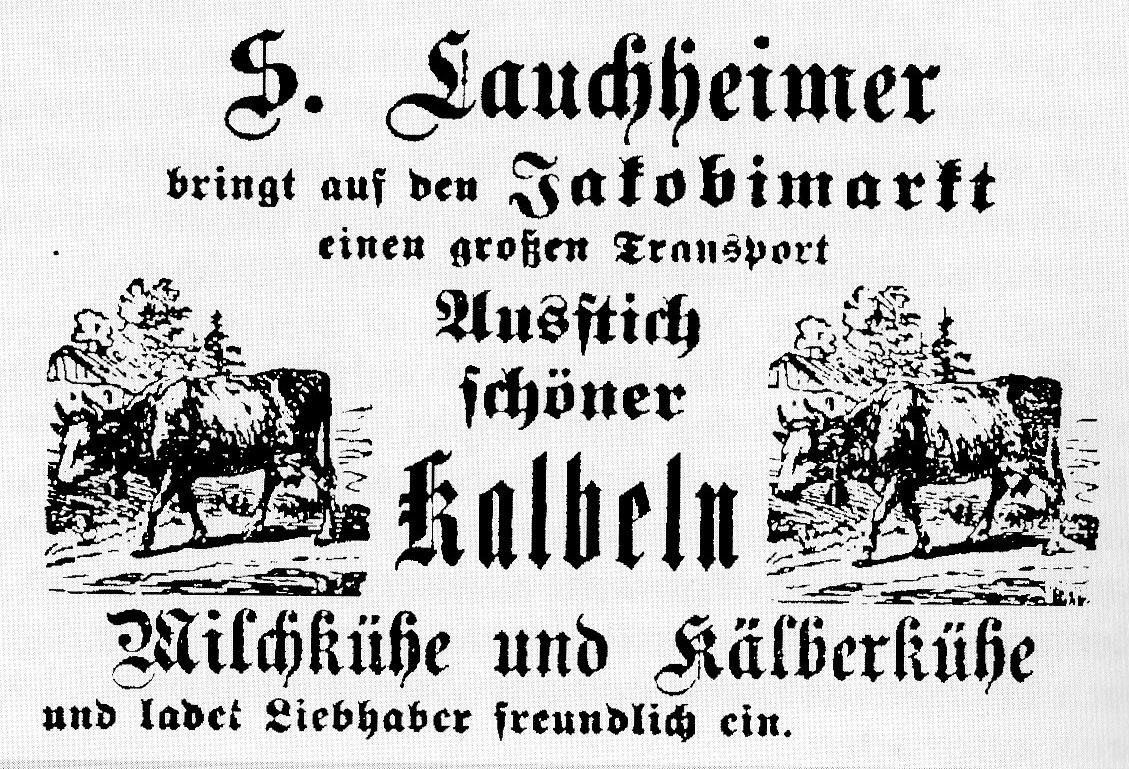
Eine Anzeige Samuel Lauchheimers aus dem Jahr 1896

Das Haus wurde bis 1902 der Heugasse zugerechnet und trug die Adresse Heugasse 18. Es befand sich zeitweise im Besitz des Viehhändlers Samuel Lauchheimer. Lauchheimer, der 1865 aus Jebenhausen nach Esslingen gezogen war, nachdem 1864 die rechtliche Gleichstellung jüdischer mit anderen Bürgern erfolgt war, war der erste jüdische Viehhändler in Esslingen und nutzte das Bauwerk für sein Geschäft und mindestens 1896 auch als Milchkuranstalt. Der Viehstall befand sich gegenüber dem Wohnhaus. Die Familie Lauchheimer lebte mehrere Jahrzehnte lang in Esslingen. Samuel Lauchheimers Tochter Babette heiratete Moritz Horkheimer aus Zuffenhausen; aus der Ehe ging der Sohn Max Horkheimer hervor. Die Söhne Max (1860–1919) und Otto (1866–1932) übernahmen nach Samuel Lauchheimers Tod die Viehhandlung. Zu Otto Lauchheimers Besitz gehörte auch das Haus Zwerchstraße 6, das er vermietete und das später seine Witwe Rika erbte. Diese wurde 1941 nach Riga deportiert, wo sie ermordet wurde.